# Ordinul Reichenau

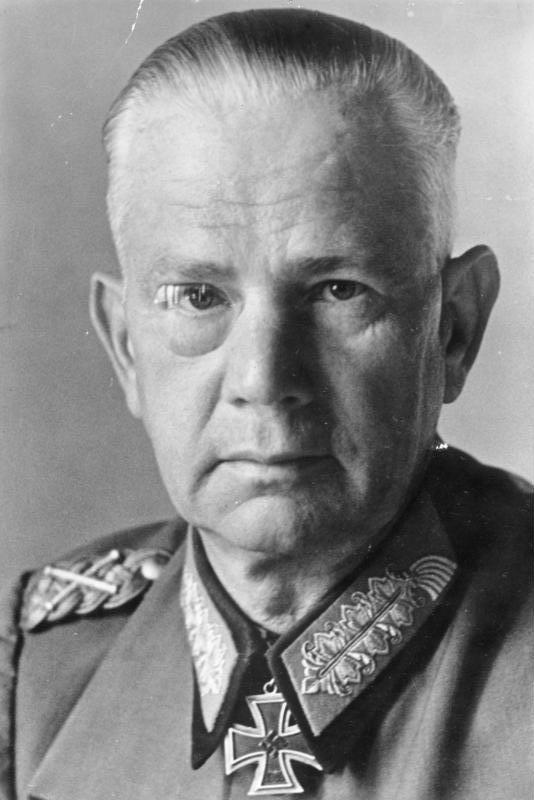
Generalfeldmarschall Walter von Reichenau, 1941

Ordinul Severității sau Ordinul Reichenau a fost numele dat unui ordin promulgat în cadrul Armatei a 6-a Germane pe Frontul de Est în timpul celui de-al Doilea Război Mondial de către Generalfeldmarschall Walter von Reichenau⁠(d) pe 10 octombrie 1941.

## Conținutul ordinului
Ordinul stipula, printre altele, că:
Obiectivul principal al acestei campanii împotriva sistemului iudeo-bolșevic este distrugerea completă a surselor sale de putere și exterminarea influenței asiatice în civilizația europeană.

[...] În acest teatru de război din est, soldatul nu este doar un om care luptă în conformitate cu regulile artei războiului, ci și purtătorul nemilos al unei concepții naționale și răzbunătorul atrocităților care au fost comise împotriva germanilor și a națiunilor înrudite din punct de vedere rasial. Din acest motiv, soldatul trebuie să învețe să aprecieze pe deplin necesitatea unei pedepse severe, dar juste, care trebuie aplicată speciei subumane a evreilor. Are, de asemenea, scopul suplimentar al înăbușirii în fașă a revoltelor din spatele Wehrmachtului, care, experiența ne învață, au fost întotdeauna instigate de evrei. 

## Implicațiile ordinului
Ordinul a deschis calea pentru uciderea în masă a evreilor. De acum înainte, toți evreii urmau să fie tratați ca partizani, iar comandanții aveau ordin să îi împuște fără judecată sau să îi predea echipelor de execuție Einsatzgruppen ale SS-Totenkopfverbände⁠(d), în funcție de situație. Alte dispoziții se referă la hrănirea civililor și a prizonierilor de război, care este descrisă ca un „act umanitar la fel de neînțeles”. Luarea partizanilor și a femeilor ca prizonieri de război este criticată. În cele din urmă, populația civilă urma să fie dezarmată, iar clădirile incendiate de batalioanele de distrugere sovietice urmau să fie salvate numai atunci când erau utile pentru Armata germană.

## Istoria ordinului

### După promulgare
După ce a aflat de Ordinul Severității, superiorul lui Reichenau, mareșalul Gerd von Rundstedt, și-a exprimat „acordul total” cu acesta și a trimis o circulară tuturor generalilor din armata aflată sub comanda sa, îndemnându-i să trimită propriile versiuni ale Ordinului Severității, care să impresioneze trupele cu privire la necesitatea exterminării evreilor. Potrivit lui Wilhelm Adam, când Reichenau a murit și generalul Friedrich Paulus a preluat comanda Armatei a 6-a, atât Ordinul Severității, cât și Ordinul Comisarului al lui Adolf Hitler au fost revocate în sectorul său de comandă.

### După război
În timpul proceselor de la Nürnberg, Rundstedt a negat că ar fi avut cunoștință de acel ordin înainte de capturarea sa de către Aliați, deși a recunoscut că ordinele lui Reichenau „ar fi putut ajunge la grupul meu de armate și probabil au ajuns la birou”.